# Пикин (город)
Пики́н (фр. Pikine) — город в западной части Сенегала в одноимённом департаменте области Дакар.

## История
Пикин был основан в 1952 году французской колониальной администрацией как город-спутник столицы Сенегала Дакара. В колониальный период сюда было перемещено население бедных районов Дакара в рамках проектов городского развития.

## География
Ближайшие населённые пункты: Таунде-Ндаргу, Далифор, Ханн-Маунтин, Дагудане Пикин, Гуинау-Рейлс и Тьярье-сюр-Мер.

## Население
По данным на 2013 год численность населения города составляла 1 170 791 человек.
| Год переписи | Население |
| ------------ | --------- |
| 1955         | 7 600     |
| 1960         | 71 780    |
| 1976         | 298 661   |
| 1988         | 622 172   |
| 2002         | 768 826   |
| 2013         | 1 170 791 |

## Экономика

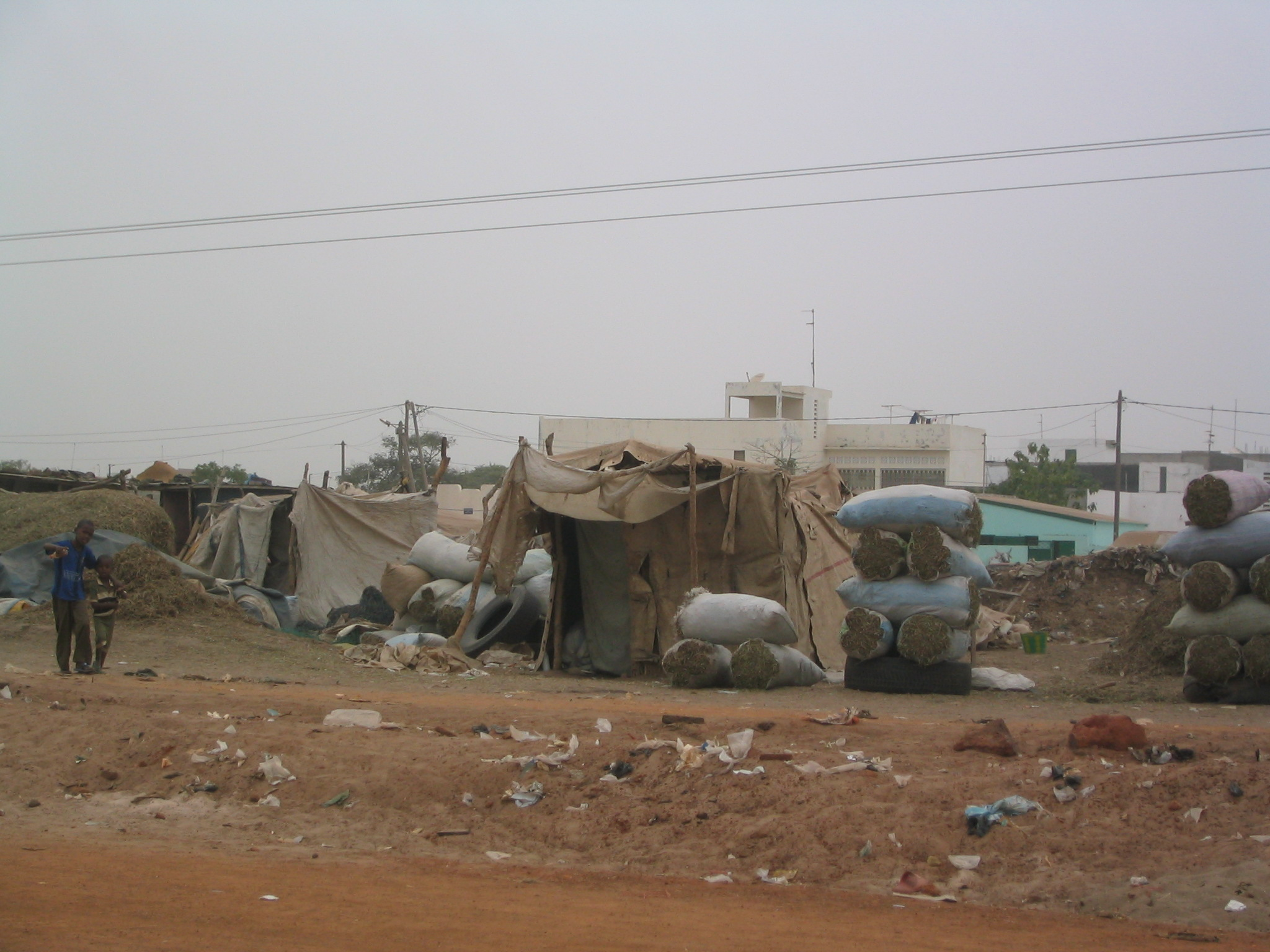
Фуражный рынок близ автодороги Тье-Дакар.

Находящийся от Дакара в 15 минутах езды на машине Пикин часто является местом для людей из внутренних районов страны, которые приезжают, чтобы найти работу в столице.
В Пикине расположены крупнейшая производственная компания Химическая индустрия Сенегала (ICS), а также другие компании, специализирующиеся на текстиле и деревообработке. Здесь находится главный мясоперерабатывающий центр Сенегала (SOSEDAS) и крупнейший центральный рынок для рыбы. На северо-западе города расположен садоводческий район Гран-Нье-де-Пикин.

## Спорт
В городе есть футбольный клуб высшей 1-й лиги АС Пикин и футбольный стадион Аласан-Джиго на 4 тыс. мест.

## Международные отношения

### Города-побратимы
- Нантер, Франция
- Парма, Италия
- Мемфис, США

## Известные уроженцы
- Ндиайе, Амат (род. 1996) — сенегальский футболист.
- Бангура, Джамиль (род. 1970-е) — сенегальский общественный деятель.